# Coussarea tricephala
Coussarea tricephala är en måreväxtart som beskrevs av Paul Carpenter Standley. Coussarea tricephala ingår i släktet Coussarea och familjen måreväxter.
Artens utbredningsområde är Peru. Inga underarter finns listade i Catalogue of Life.